# Bones (filme)
Bones é um filme de terror norte-americano, lançado em 2001.

## Sinopse
Jimmy Bones (Snoop Dogg) é um lendário protetor e patrão de sua próspera vizinhança. Bacana, sensato e muito respeitado Bones é o benevolente guarda destas pessoas, até o momento em que ele é traído por uma pessoa muito perto dele. Vinte anos depois, o crime e a violência desintegraram a vizinhança e Jimmy Bones se tornou um carismático símbolo dos bons tempos. Mas seu espírito esta pronto para voltar.

## Elenco
- Snoop Dogg...Jimmy Bones
- Pam Grier...Pearl
- Michael T. Weiss...Lupovich
- Clifton Powell...Jeremiah Peet
- Ricky Harris...Eddie Mack
- Bianca Lawson...Cynthia
- Khalil Kain...Patrick
- Merwin Mondesir...Bill
- Sean Amsing...Maurice
- Katharine Isabelle...Tia
- Ron Selmour...Shotgun
- Deezer D...Stank
- Garikayi Mutambirwa...Weaze
- Erin Wright...Snowflake
- Josh Byer...Jason